# Kelurahan Pasar Baru Rantau
Kelurahan Pasar Baru Rantau is een bestuurslaag in het regentschap Merangin van de provincie Jambi, Indonesië. Kelurahan Pasar Baru Rantau telt 396 inwoners (volkstelling 2010).